# Liverpoolská katedrála
Liverpoolská katedrála, oficiálně Katedrální kostel Ježíše Krista v Liverpoolu (Cathedral Church of Christ in Liverpool), je katedrálou anglikánské církve nacházející se v Liverpoolu. Je jednou ze dvou katedrál ve městě. Druhou je římskokatolická Metropolitní katedrála, která se nachází asi kilometr na sever. Může být označována jako Katedrální kostel Krista v Liverpoolu (jak je zaznamenáno v dokumentu o zasvěcení) nebo Katedrální kostel Vzkříšeného Krista v Liverpoolu. Katedrála je zasvěcena Kristu „zvláště na památku Jeho nejslavnějšího Vzkříšení“. Liverpoolská katedrála je největší katedrálou a náboženskou budovou v Británii a osmým největším kostelem na světě.
Prvním biskupem liverpoolské diecéze byl roku 1880 jmenován John Charles Ryle za situace kdy tato diecéze neměla žádnou katedrálu. Po debatách uvnitř církve i s městskými zastupiteli bylo roku 1902 rozhodnuto o vyhlášení veřejné architektonické soutěže na návrh katedrály. V ní zvítězil návrh 22letého studenta Gilese Gilberta Scotta.
Základní kámen katedrály položil roku 1904 Eduard VII. a první dokončenou částí byla roku 1910 kaple. V té době Scott navrhl důkladnou změnu ostatních částí budovy. Jeho původní návrh byl založen na vzhledu Durhamské katedrály a obsahoval plány na dvě věže v západní části. Obnovený návrh obsahoval pouze jednu neobvykle vysokou věž. V té samé době Scott změnil styl stavby tak aby byl modernější a neobsahoval mnoho gotických prvků. Po dokončení oltáře byla katedrála roku 1924 vysvěcena, ale pravidelné bohoslužby byly zahájeny až roku 1940. Stavba hlavní věže byla dokončena roku 1942 i když druhá světová válka a inflace způsobily, že katedrála byla kompletně dokončena až roku 1978, několik let po Scotově smrti (1960).
Plocha zastavěna katedrálou má rozlohu 9 000 m² a na její stavbu byl použit pískovec těžený z lomu na předměstí Liverpoolu Wooltonu. Věž katedrály je největší a jedna z nejvyšších na světě a je vysoká 100m. Každým rokem je katedrála místem konání Liverpoolského shakespearovského festivalu.
Zvony katedrály umístěné ve výšce 66 metrů nad zemí jsou největšími zvony na světě. Ve zvonici je celkem 13 zvonů a jejich celková hmotnost bez největšího zvonu Velkého Jiřího, který samotný váží 14 tun, je 16,5 tun.